# Atessa
Atessa ist eine italienische Gemeinde (comune) mit 10.319 Einwohnern (Stand 31. Dezember 2023) in der Provinz Chieti, Region Abruzzen. 

## Geographie
Die Gemeinde liegt etwa 39 Kilometer südöstlich der Provinzhauptstadt Chieti im unteren Tal des Flusses Sangro auf 435 m s.l.m. Mit knapp 111 km² ist sie die flächenmäßig größte Gemeinde in der Provinz Chieti. Das Gemeindegebiet von Stessa grenzt an folgende Gemeinden: Altino, Archi, Bomba, Carpineto Sinello, Casalanguida, Casalbordino, Colledimezzo, Gissi, Guilmi, Lanciano, Montazzoli, Paglieta, Perano, Pollutri, Sant’Eusanio del Sangro, Scerni, Tornareccio und Villa Santa Maria.
Der Name des Hauptortes setzt sich zusammen aus den Namen der beiden Siedlungen, die früher unabhängig voneinander bestanden: Ate und Tixa.

## Verwaltungsgliederung
Zur Gemeinde Atessa gehören folgende Fraktionen: Aia Santa Maria, Boragna Fontanelle, Boragna San Paolo, Campanelle, Capragrassa, Carapelle, Carriera, Casale, Castellano, Castelluccio, Ceripollo, Colle Comune, Colle d’Aglio, Colle delle Pietre, Colle Flocco, Colle Grilli, Colle Martinelli, Colle Palumbo, Colle Quarti, Colle Rotondo, Colle San Giovanni, Colle Sant’Angelo, Colle Santinella, Colle Santissimo, Cona, Coste Iadonato, Croce Pili, Fazzoli, Fontegrugnale, Fontesquatino, Forca di Iezzi, Forca di Lupo, Fornelli, Giarrocco, Ianico, Lentisce, Mandorle, Mandrioli, Masciavò, Masseria Grande, Molinello, Montecalvo, Montemarcone, Monte Pallano, Monte San Silvestro, Osento, Passo del Vasto, Passo Pincera, Piana Ciccarelli, Piana dei Monaci, Piana dell’Edera, Piana Fallascosa, Piana La Fara, Piana Matteo, Piana Osento, Piana Sant’Antonio, Piana Vacante, Pianello, Piazzano, Pietrascritta, Pili, Querceto, Quercianera, Rigatella, Riguardata Scalella, Rocconi, Saletti, San Giacomo, San Luca, San Marco, Sant’Amico, San Tommaso, Satrino, Sciola, Scorciagallo, Siberia, Solagna Longa, Solagna Rigatella, Sterpari, Vallaspra und Varvaringi.

## Sehenswürdigkeiten

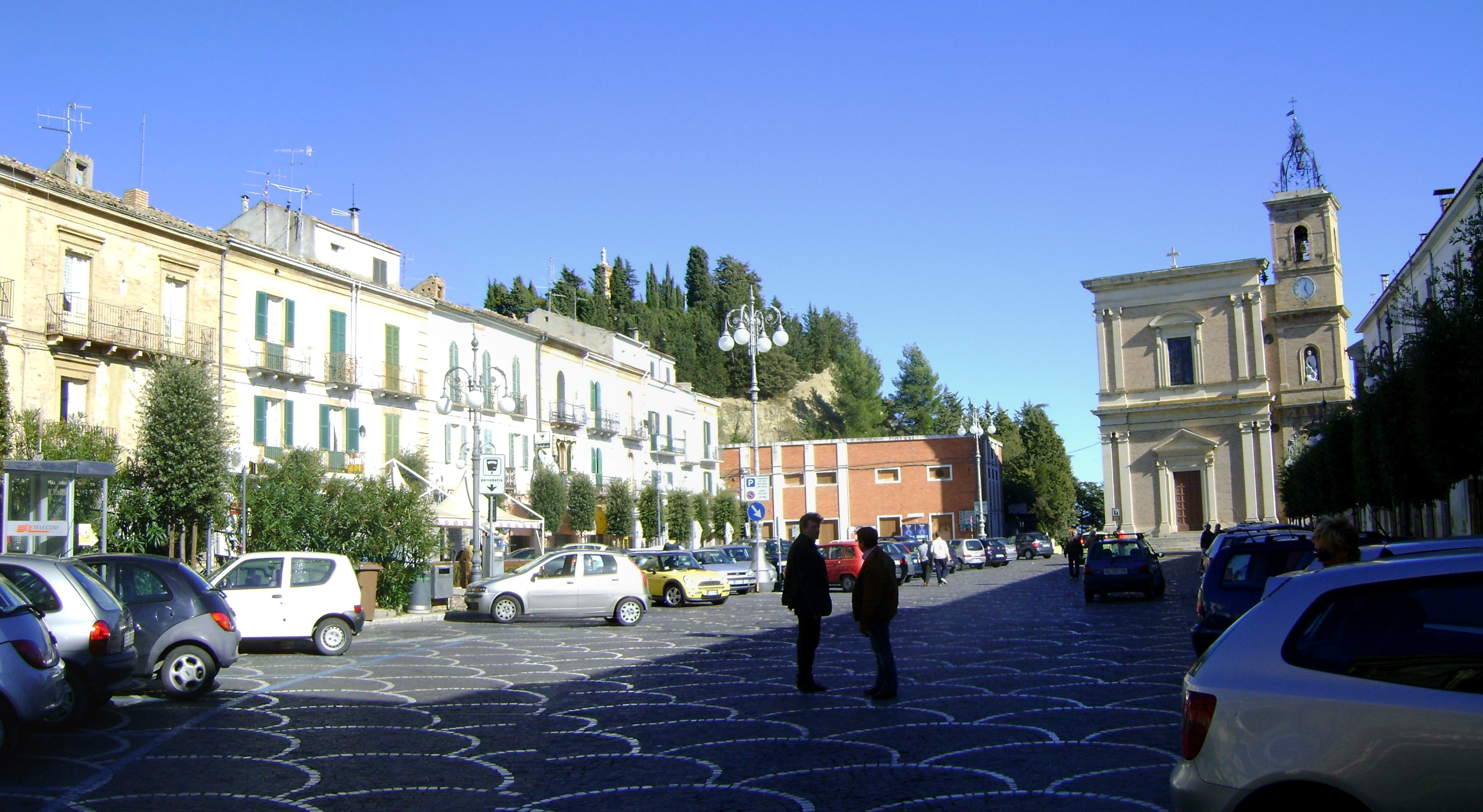
Piazza Garibaldi
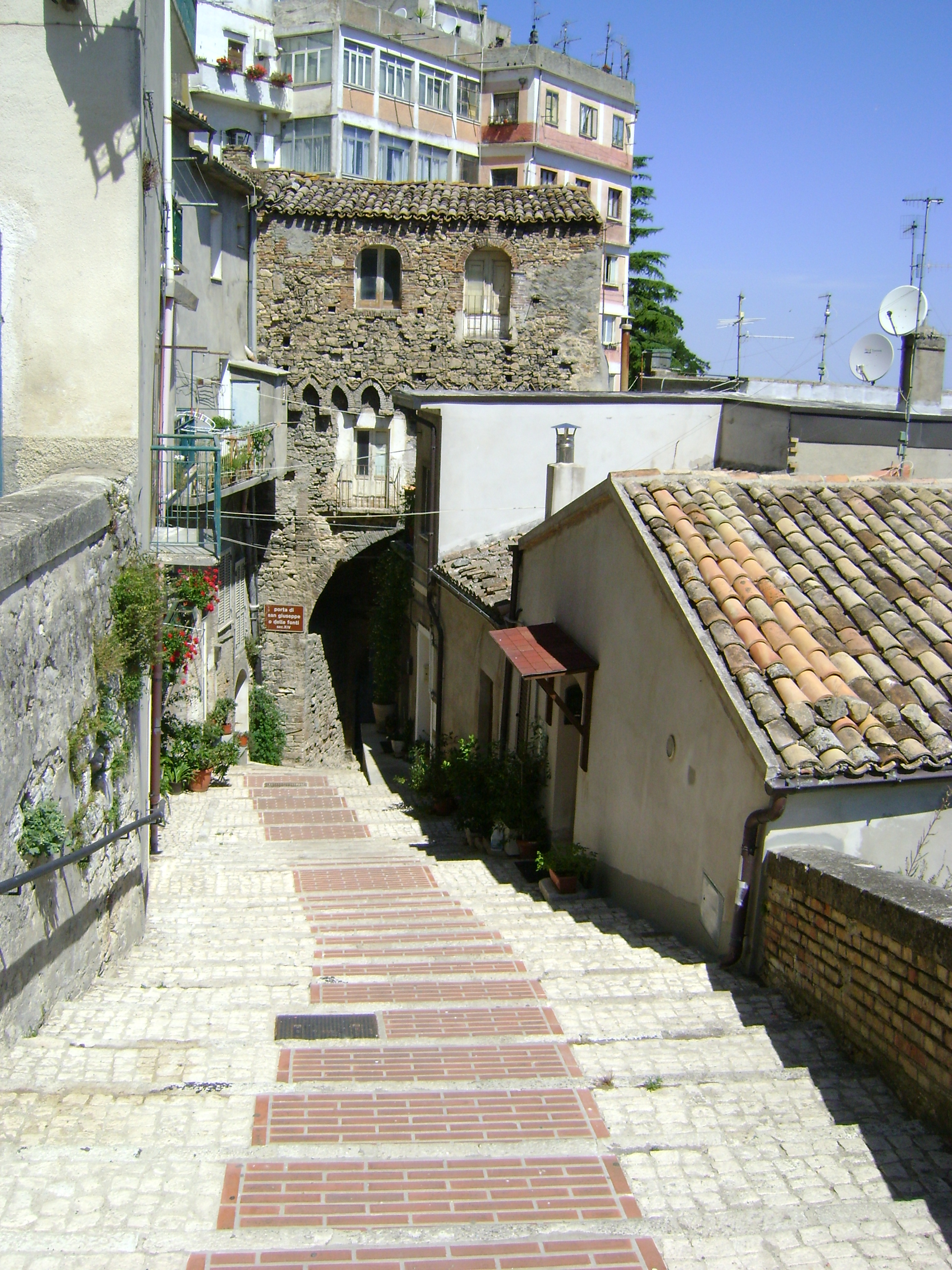
Via Fontana Vecchia
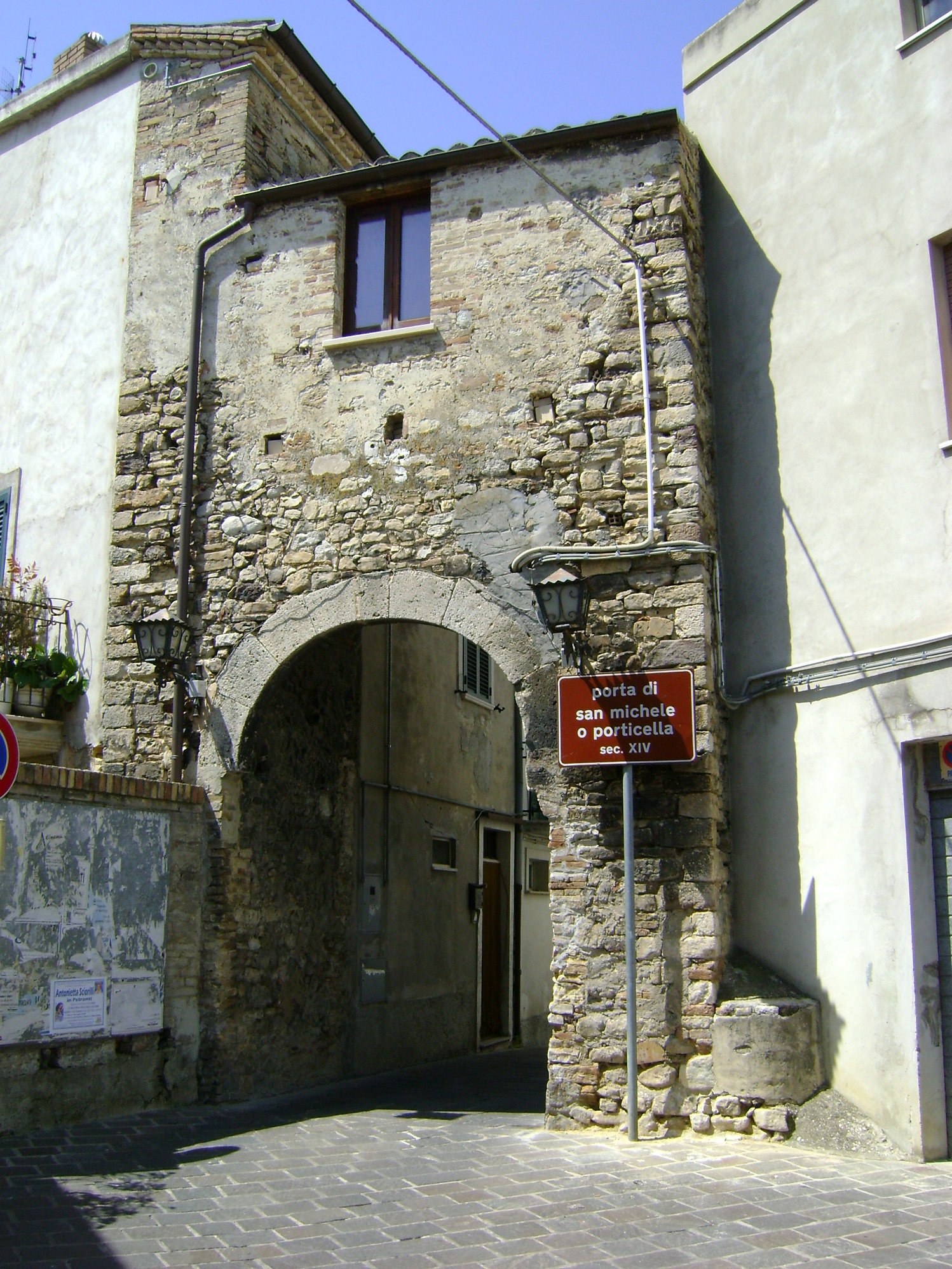
Porta San Michele
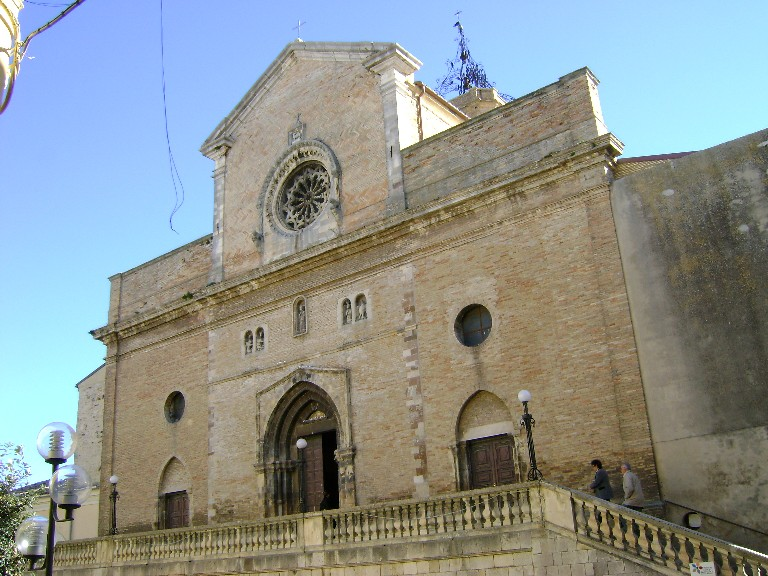
Cattedrale di San Leucio
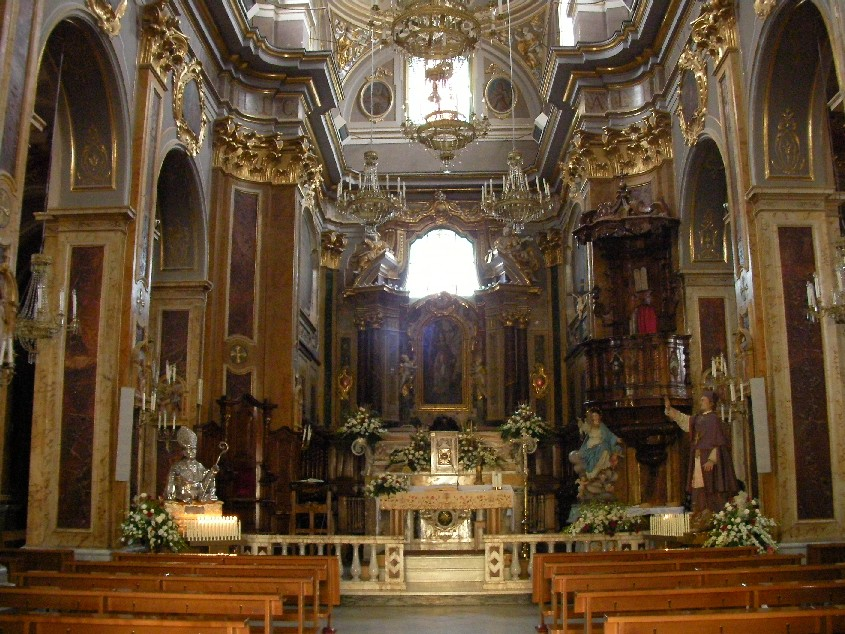
Der Dom von innen
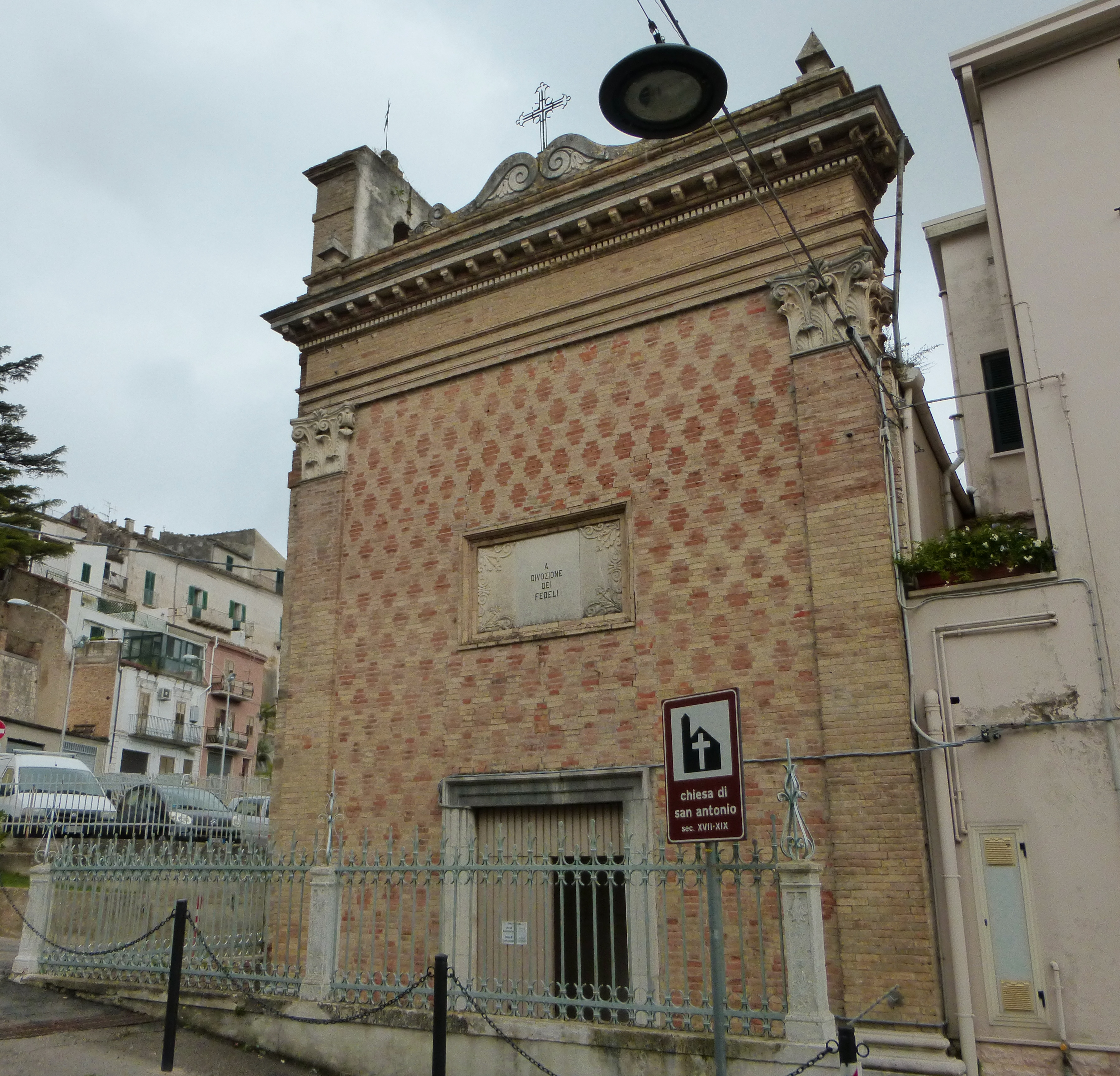
Chiesa di San Antonio
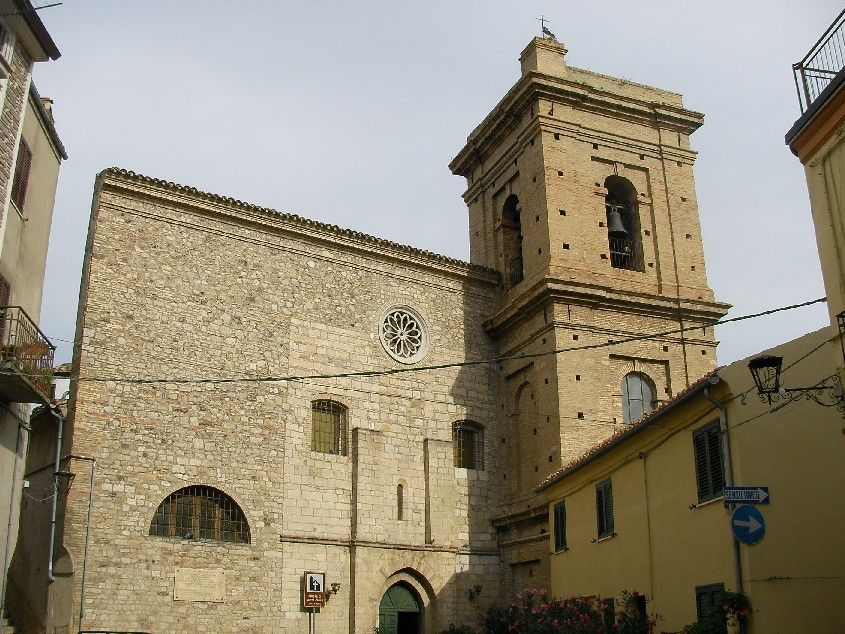
Chiesa di Santa Croce

## Wirtschaft und Verkehr
In der Gemeinde werden Reben der Sorte Montepulciano für den DOC-Wein Montepulciano d’Abruzzo angebaut.
Die Gemeinde ist Standort des Joint Ventures Société Européenne de Véhicules Légers Sud. Hier werden die größeren Vans der Stellantis-Marken Fiat (Ducato), Peugeot, Citroën und Opel (Movano seit 2021) sowie der Toyota Proace Max montiert. Daneben unterhält hier Honda seit den 1970er Jahren sein italienisches Produktionswerk für Motorräder.
Die Gemeinde liegt an der früheren Strada Statale 364 di Atessa. Atessa war früher Endbahnhof der Ferrovia Sangritana von Lanciano kommend. Die Strecke ist seit 1972 eingestellt.

## Persönlichkeiten
- Domenico Ciampoli (1852–1929), Schriftsteller
- Mauro Lalli (* 1965), römisch-katholischer Geistlicher, Erzbischof und Diplomat des Heiligen Stuhls